# Газопереробний завод

Газопереробний завод

Газопереро́бний заво́д (ГПЗ), (рос. газоперерабатывающий завод; англ. gas processing plant; нім. Gasverarbeitungswerk n) — промислове підприємство, яке виробляє з природних і нафтових газів технічно чисті індивідуальні вуглеводні й їхні суміші, скраплені гази, гелій, сірку і сажу. На ГПЗ здійснюється очищення газу від сірчистих сполук і вуглекислоти, висушування, стабілізація газового конденсату і нафти, переробка отриманих при цьому газів, газового конденсату і нестабільного бензину.

## Історія
Перший газопереробний завод у Європі був збудований у Бориславі в 1911 р., де згодом збудували ще дев'ять заводів. Вони виробляли газолін, який додавали до бензину, а сухий газ йшов на спалювання.

## Загальний опис
До складу ГПЗ входять: пункт приймання і підготовки газу, компресорні станції, технологічне устаткування (для очищення газу від сірчистих сполук і двоокису вуглецю, відбензинювання газу, газофракціонування, відділення гелію, етану і виробництва сірки, стабілізації і переробки газового конденсату нафтостабілізації), а також допоміжні об'єкти, товарні парки, служби водо-, паро- і електропостачання.
Технологія газопереробки на ГПЗ охоплює: підготовку газу до переробки (очищення від механічних домішок і сушування); компримування газу до тиску, необхідного для його переробки; очищення газу від сірчистих сполук і вуглекислоти, виробництво сірки, етану і гелію, глибоке осушування газу; розділення нестабільного бензину, який виробляється на заводі або надходить ззовні (наприклад, з промислових нафтостабілізаційних установок), на стабільний газовий бензин і індивідуальні технічно чисті вуглеводні (етан, пропан, бутани, пентани, гексани); компримування газу, який пройшов усі стадії переробки (сухого газу), для його транспортування по газопроводах магістральних.
Методи переробки вхідних продуктів на ГПЗ — абсорбційний, адсорбційний, низькотемпературної ректифікації — застосовуються залежно від об'єму перероблюваного газу і вмісту в ньому цільових компонентів.
При абсорбційному методі використовується різна розчинність вуглеводнів, які містяться у вхідному газі, в рідких нафтопродуктах (абсорбентах). Адсорбційний метод ґрунтується на здатності твердих пористих матеріалів (адсорбентів) поглинати пари́ і гази. Як адсорбент звичайно використовують активоване вугілля, цеоліти, які поглинають з газу переважно важкі вуглеводні.
Метод низькотемпературної ректифікації ґрунтується на здатності стисненого в компресорі і охолодженого газу та рідких вуглеводнів, що виділилися, розділятися при багаторазовій конденсації і випаровуванні в ректифікаційній колоні. Поряд з підприємствами виробничою потужністю 10 і більше млрд м3/рік отримали застосування малогабаритні (пересувні і стаціонарні) установки для відбензинення газу. При переробці газів широко використовуються низькотемпературні процеси.

## Технологічна схема
Типова схема ГПЗ (див. рис.) включає вузли очищення, сепарації, фракціонування, піролізу і полімеризації.
Газ надходить на пункт прийому під тиском 0,15-0,35 МПа. Тут спочатку вимірюють його кількість, а потім направляють у прийомні сепаратори, де від газу відокремлюють механічні домішки (пісок, пил, продукти корозії газопроводів) і крапельну вологу. Далі газ надходить на установку очищення газу 2, де від нього відокремлюють сірководень і вуглекислий газ.
Компресорна станція 1-го ступеня 3 призначена для перекачування «сирого» газу. Стиснення здійснюють в одну, дві або три ступені газомоторні компресори (10 ГК, 10 ГКР, 10 ГКН) або відцентрові нагнітачі (К-380, К-980). На установках відбензинювання 4 сировинний газ розділяють на нестабільний газовий бензин, відбензинений газ і скидний газ. Нестабільний бензин направляють на газофракційні установки 6. відбензинений («сухий») газ компресорною станцією II-го ступеня 5 закачується в магістральний газопровід чи реалізується місцевим споживачам. Скидний газ використовують для паливних потреб котельні і трубчастих печей.
Газофракційні установки 6 призначені для розділення нестабільного бензину на газовий (стабільний) бензин і індивідуальні технічно чисті вуглеводні: етан, пропан, бутан, пентан і н-гексан. Отримувані продукти газорозділення відкачують в товарний парк 7, звідки згодом проводиться їх відвантаження залізничним транспортом або по трубопроводах.
Низкотемпературная
ОСНОВНІ ТЕХНОЛОГІЧНІ ПРОЦЕСИ ГПЗ
На газопереробних заводах (ГПЗ) з повним (закінченим) технологічним циклом застосовують п'ять основних технологічних процесів:
- 1) прийом, вимірювання кількості і підготовка (очистка, осушення і т. д.) газу до переробки;
- 2) компримування газу до тиску, необхідного для переробки;
- 3) відбензинювання газу, тобто вилучення з нього нестабільного газового бензину;
- 4) розділення нестабільного бензину на газовий бензин та індивідуальні технічно чисті вуглеводні (пропан, бутан, пентан, н-гексан);
- 5) зберігання та відвантаження рідкого продукції заводу.

Газопереробне виробництво може бути організовано не тільки як ГПЗ, а й як газовідбензинювальна установка в складі нафтогазовидобувного управління (НГВУ) або нафтопереробного заводу (НПЗ). Це робиться коли кількість вихідної сировини невелика.

## Сировина
Основною сировиною ГПЗ є природний або попутний газ, в складі яких знаходяться неорганічні (азот, вуглекислий газ, сірководень, гелій) і органічні (алкани, алкени) компоненти, причому органічні помітно переважають.

## Продукція
Спектр продукції, яку випускають на ГПЗ, може бути досить широким і включати десятки найменувань.
Основна продукція:
- Базові полімери
- Пластики
- Каучуки
- Сірка (сірчана кислота)
- Гелій
- Сухий осушений газ
- Бензин газовий стабільний

## Газопереробні заводи в Україні
В Україні нафто- та газопереробні заводи (останні підпорядковуються АТ «Укргазвидобування» і ПАТ «Укрнафта», які є структурними підрозділами НАК «Нафтогаз України») виробляють зріджений газ. За даними Держкомстату за 2000 рік НПЗ виробили 105 тис. т, а підрозділи НАК «Нафтогаз України» за 2002 рік досягли рівня виробітку 308,1 тис. т скрапленого газу.
У підпорядкуванні АТ «Укргазвидобування» три газопереробні заводи: Шебелинське відділення з переробки газового конденсату та нафти (ШВПГКН) потужністю близько 720 тис. т газового конденсату на рік; Селещинський технологічний цех стабілізації конденсату (СТЦСК) проектною потужністю 1,2 млн т нестабільного газового конденсату на рік; Яблунівське відділення переробки газу (ЯВПГ), потужності якого дають змогу переробляти за рік 2 млрд м3 природного газу виробляючи до 95 — 100 тис. т зрідженого газу і 1,8 — 1,9 млрд м3 очищеного природного газу.
ПАТ «Укрнафта» підпорядкований: Гнідинцівський ГПЗ (частка його виробництва становить 2/3 від всієї потужності «Укрнафти» за зрідженим газом і стабільним бензином); Качанівський ГПЗ — основна продукція заводу — зріджений газ і стабільний бензин, в незначній кількості моторне паливо; Долинський ГПЗ, який базується на Долинському, Пасічнянському і Бориславському виробництвах (продукція заводу — зріджений газ і стабільний газовий бензин).
Список українських ГПЗ:
- Гнідинцівський газопереробний завод
- Долинський газопереробний завод
- Яблунівський газопереробний завод
- Бориславський газопереробний завод
- Качанівський газопереробний завод
- Шебелинський газопереробний завод
- Глинсько-Розбишівський газопереробний завод

## Закордонні газопереробні заводи
| - Газопереробний завод Міна-аль-Ахмаді - Газопереробний завод Хангіран - Газопереробний завод Бід-Боланд 2 - Газопереробний завод Джебель-Алі - Газопереробний завод Асаб - Газопереробний завод Шах - Газопереробний завод Дашур - Газопереробні заводи родовища Ахваз | - Газопереробний завод Західної пустелі - Газопереробний завод Сархун - Газопереробний завод Marun Petrochemical - Газопереробний завод Амірія - Газопереробний завод Ферашбенд - Газопереробний завод Бу-Хаса - Газопереробний завод родовища Гечсаран | - Газопереробний завод Бід-Боланд - Газопереробний завод Хор-Хвайр - Газопереробні заводи родовища Карандж - Газопереробний завод Саджаа - Газопереробні заводи родовища Марун - Газопереробні заводи родовища Ага-Джарі |